# История Петрозаводска
История Петрозаводска начинается в 1703 году с закладки на берегу Онежского озера по указу Петра I казённого оружейного завода.

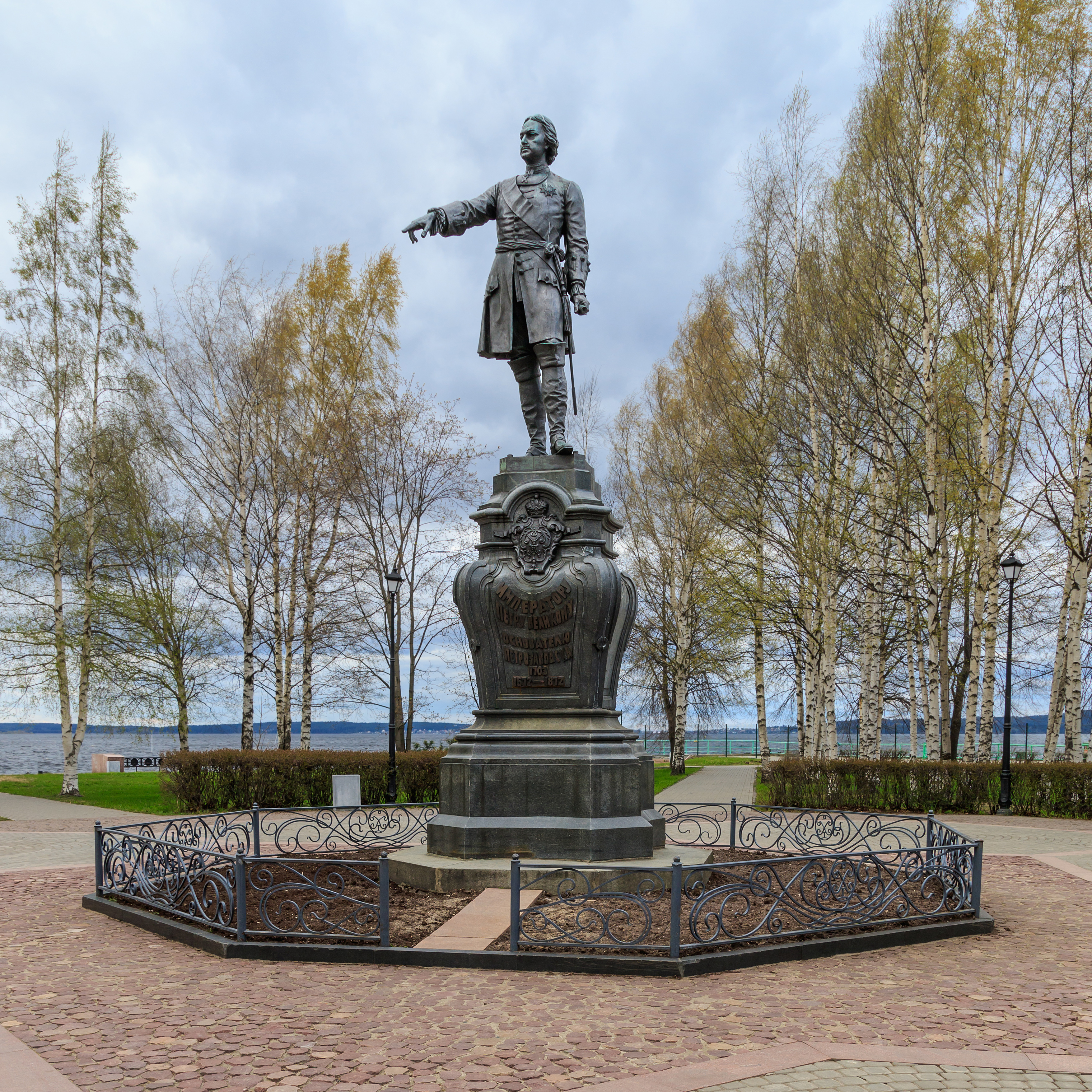
Памятник Петру I в Петрозаводске

## Первые поселения

### Мезолитические поселения
На землях современного города наиболее древними поселениями являются поселения среднекаменного века — мезолита. Мезолитические поселения существовали вблизи современного аэропорта Пески. Поселения Пески-V, Пески-VI и Пески-VII возникли в 6000—5000 годах до нашей эры. Жители мезолитических поселений проживали в полуземлянках прямоугольной формы площадью около 20 квадратных метров. В таких жилищах проживало по 6—7 человек. Полуземлянки в основании имели каркасно-столбовую конструкцию, прямоугольную или округлую форму.

### Неолитические поселения
В эпоху неолита количество поселений, расположенных на берегах Петрозаводской губы Онежского озера, растёт. Неолитические поселения находились на землях современных районов Соломенное, Зимник, Бараний Берег и Центр. Так, в 4000—2000 годах до нашей эры появляются поселения Соломенное-I, Соломенное-Х, Бараний Берег-II и ПКиО-II.
Ещё несколько неолитических поселений существовало до нашей эры, это Пески-IV-a, Соломенное-IIIa, Соломенное-IV, Зимник-I, Бараний Берег-I, Бараний Берег-III и Бараний Берег-IV, а также поселения в районе устья реки Неглинки и в районе современной набережной Варкауса.
Поселение Соломенное-XII образовалось ориентировочно в 2000 году до нашей эры, поселения Соломенное-XI, ПКиО-I и ПКиО-III существовали в 1000 году до нашей эры.

### Средневековые поселения
На территории основной части современного города средневековых поселений археологами не обнаружено. Обнаружен клад с серебряными монетами (предположительно XI века) в устье реки Неглинки.
Во времена господства Великого Новгорода территория входила в состав Обонежской пятины, после падения Новгорода в 1478 году территория вошла в состав Каргопольского уезда, под управлением наместников, а потом воевод, живших в Каргополе.
В XVI веке была основана деревня «на Соломене озере» (карел. Salmi — пролив). Позже она стала называться — село Соломенное. XVI веком датируется и ещё один клад — в районе современной Свирской улицы.
С построением города Олонца, территория вошла в состав образованного в 1649 году Олонецкого уезда.
В 1679 году возникло поселение Сулажгорский Починок (позже это деревня Сулаж-Гора, карел. Sulažmägi).

## Петровская слобода

План Петровского завода, 1720

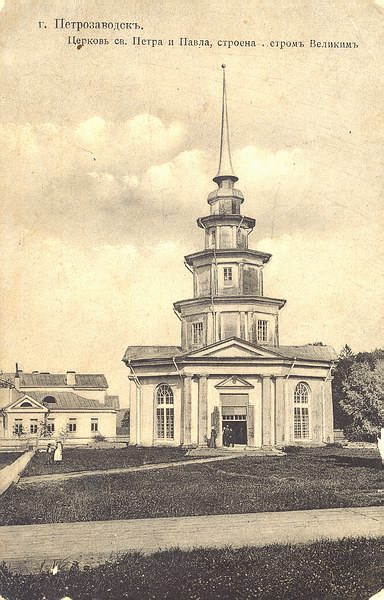
Петрозаводск, церковь Петра и Павла. На соборной площади, 1900 год

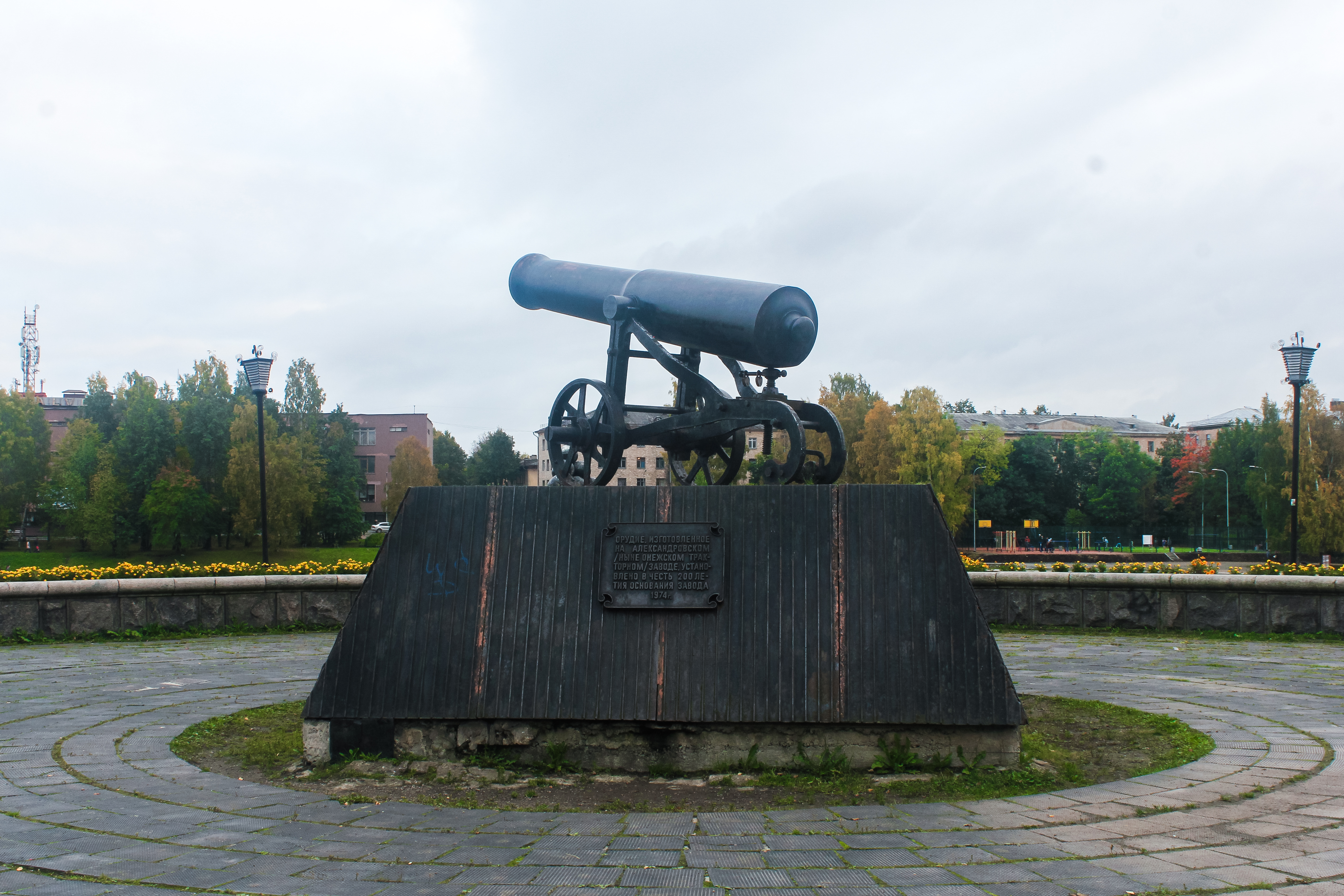
Памятный знак — пушка, изготовленная на Александровском заводе.

Место для нового завода было выбрано в 1702 году специальной экспедицией, которая была организована Рудным приказом «для прииску руд» в Олонецком уезде. Закладка казённого оружейного завода по указу Петра I, названного изначально Шуйским (название связано с Шуйским погостом, на территории которого организовывалось производство), произошла 1 сентября 1703 года в устье реки Лососинки на западном берегу Онежского озера.
Распорядителем строительства Пётр I назначил генерал-губернатора Санкт-Петербурга князя Александра Меншикова. Возводил завод московский мастер горнозаводского дела Яков Власов (Власьев). Территорию Шуйского завода обнесли земляным валом, на котором расположили пушки. Шесть артиллерийских батарей обслуживались специальным заводским гарнизоном. Так завод был превращён в крепость, которая могла постоять за себя в случае нападения шведов. К моменту окончания строительства завод был переименован в честь Петра I в Петровский.
Завод также положил начало образованию горнозаводского поселения Петровская слобода. Жители Петровской слободы — тульские и уральские мастеровые, командированные на завод для организации производства оружия и из местных приписных крестьян. В слободе (ныне сквер на улице Куйбышева), располагалось «лобное место» — эшафот для приведения в исполнение публичных наказаний провинившихся мастеровых. В течение XVIII—XIX веков здесь проводились публичные телесные наказания-экзекуции провинившихся работников завода.
В декабре 1703 года завод выпустил пробную продукцию, с начала 1704 года четыре доменные печи заработали на полную мощность, была построена пристань для отгрузки пушек с ядрами на Олонецкую верфь. Вскоре оружейный завод стал крупнейшим предприятием Русского Царства.
С развитием завода расширялся горнозаводской посёлок. Ежедневно на заводе работало до 800 человек. Известно, что в 1708 году на лобном месте публично «была учинена смертная казнь» трёх беглых мастеровых-оружейников. Спрос на рабочую силу всё время возрастал, население слободы увеличивалось с каждым годом. Уже в первое десятилетие своего существования Петровская слобода стала самым крупным населённым пунктом Олонецкого уезда.
В 1716 году была открыта техническая школа для детей нижних чинов, мастеровых и крестьян для обучения «доменному, пушечному, якорному, эфесному и прочим заводским делам».
К 1717 году в слободе постоянно проживало уже 3000 человек, кроме того, посменно до 700 приписанных к заводу крестьян.
На заводе проездом на лечение в «Марциальные воды» бывал император Пётр I (1719, 1720). Для него здесь построили двухэтажный деревянный дворец с открытым балконом, походную церковь. Вырыли рыбный пруд, обсаженный «берёзовой рощей» с прямыми аллеями. Рядом была сооружена церковь Петра и Павла, увенчанная высоким шпилем.
В Петровской слободе в 1720 году насчитывалось более 150 жилых домов «государева строения» и свыше 450 домов «собственного строения», включая избы посадских людей и купеческие дворы. Кроме этого, в слободе были построены десятки торговых и хозяйственно-служебных помещений, две православные церкви и немецкая кирка. Слобода делилась на два района. На левом берегу Лососинки проживали чиновники, офицеры гарнизона Олонецкого батальона, служащие и купцы. Здесь же размещались здания канцелярии Олонецких горных заводов, контора оружейного завода, солдатские казармы, торговые лавки. На правом берегу Лососинки — Зареке — располагались дома заводских рабочих и казённые казармы-общежития.
В 1721 году Северная война завершилась полной победой антишведской коалиции, границы России расширились за счёт присоединения части шведских территории, потребность в пушках и снарядах уменьшилась. Много мастеров с Петровского завода убыло в Екатеринбург, а сам завод перешёл на производство жести, гвоздей, фонтанных труб, проволоки, чугунных оград, деталей мостов для строящегося Петербурга, якорей для Балтийского флота.
В 1722 и 1724 гг. Пётр I снова посещал завод.
В 1724 году в слободе открылась общеобразовательная школа.
В 1725 году около входных ворот Зарецкого кладбища был установлен большой деревянный восьмиконечный крест, который сохранился до наших дней.
В 1734 году основное производство на Петровском заводе было закрыто. На несколько десятилетий жизнь в Петровской слободе затихла.
Начавшаяся война с Турцией потребовала возобновления производства корабельных и крепостных орудий.
11 января 1772 года в присутствии крестьян, «со всех волостей согнанных для устрашения», на «лобном месте» состоялась показательная расправа над арестованными организаторами и активистами «Кижского восстания» приписанных к Олонецким горным заводам крестьян. Руководители восстания крестьяне Климент Алексеевич Соболев из деревни Романовская Толвуйского погоста, Семён Костин, Андрей Сальников были «наказаны кнутом с вырезанием ноздрей и с поставлением знаков» и сосланы на вечную каторгу в Сибирь на Нерчинские рудники. Десятки крестьян после публичной порки кнутом были отправлены на каторжные работы, отданы в рекруты.
В сентябре 1772 года императрица Екатерина II подписала указ о строительстве нового пушечно-литейного завода. Руководитель строительства завода — начальник Олонецких горных заводов бергмейстер Аникита Ярцов.
В мае 1773 года состоялась закладка фундамента. Во время строительства завод называли Новопетровским. В 1774 году в России отмечалось 50-летие перенесения мощей князя Александра Невского в Александро-Невский монастырь. Указом императрицы Екатерины II от 14 июня 1774 года завод стал именоваться Александровский, в честь князя Александра Невского. 12 июля 1774 года опробована первая пушка. На Александровском заводе кроме изготовления орудий было налажено художественное литьё (по заказам из Санкт-Петербурга) и художественная обработка металла, а также производство торговых гирь.
Аникита Ярцов также лично распланировал и начал застройку центра слободы, спроектировал будущему городу центр — Циркульную площадь и главные улицы.
В 1776 году поселение вошло в состав Олонецкой провинции Новгородского наместничества.

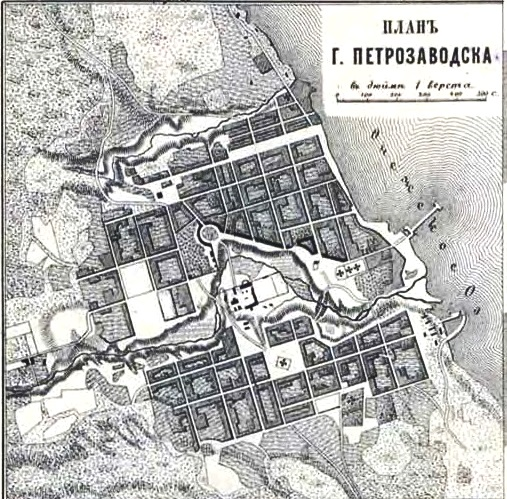
План Петрозаводска, 1869

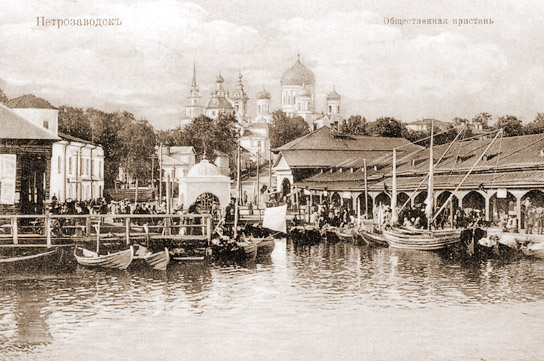
Петрозаводск. Общественная пристань. 1909 год

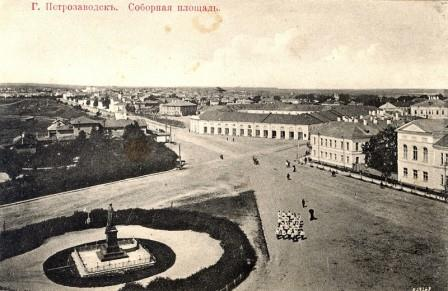
Петрозаводск. Соборная площадь. Панорама 1902 года.

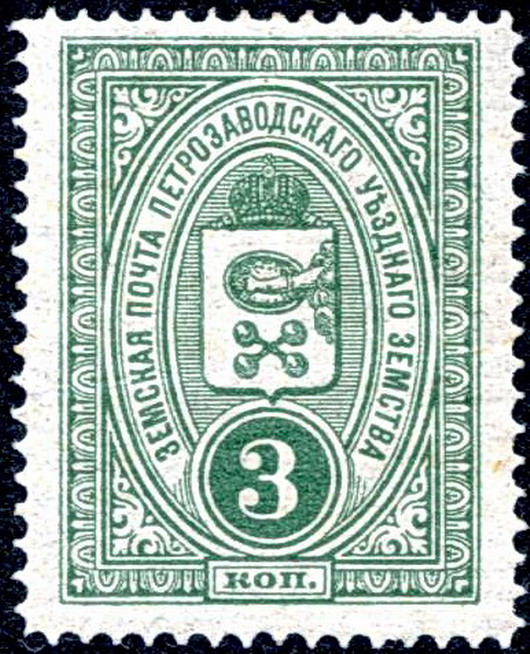
Почтовая марка (1901)

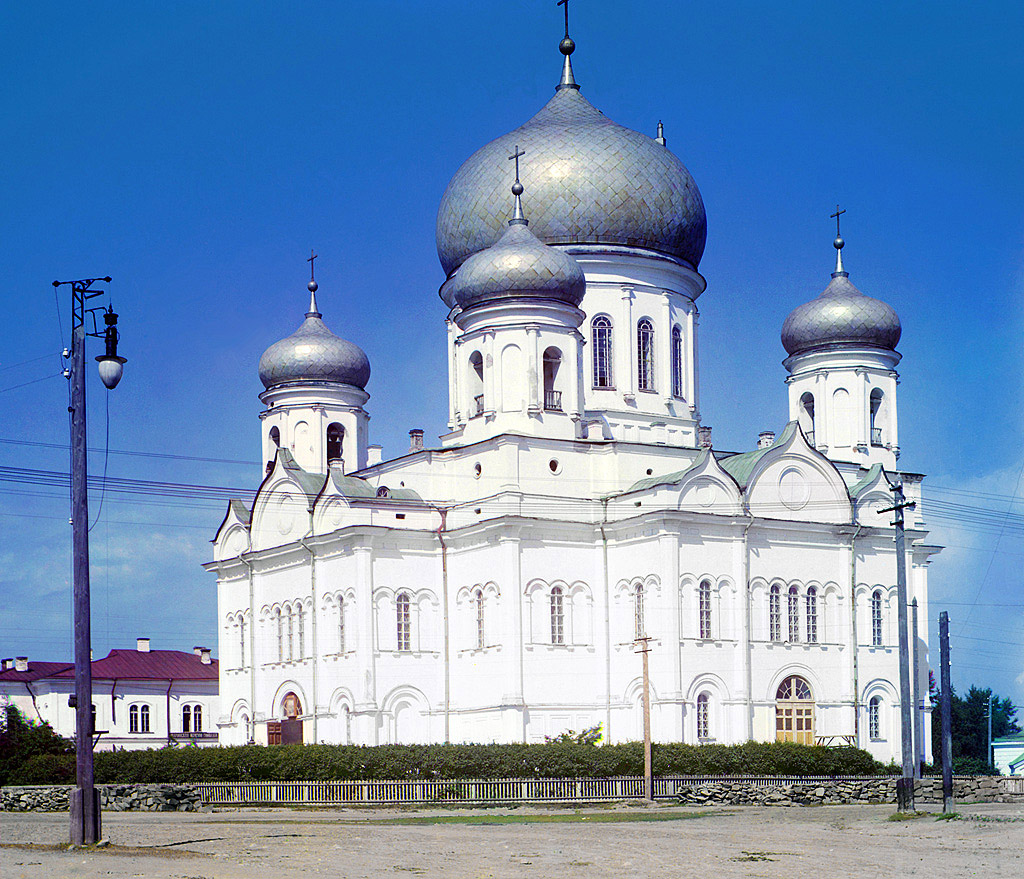
Петрозаводск, Соборная площадь, Кафедральный Собор им. Александра Невского. фотография С. М. Прокудина-Горского 1915 год

## Петрозаводск — губернский город
Императрица Екатерина Великая, устроив новый завод в Петрозаводской слободе, находила вполне естественным после открытия Александровского завода сделать её центром управления краем. Указом правительствующему сенату от 21 марта 1777 года (1 апреля 1777 года по Новому стилю) она повелела переименовать «Петрозаводскую слободу в окружной город Петрозаводск»:
Повелеваем. Олонецкой области Петрозаводскую слободу переименовать городом, назвав оный Петрозаводск, которому и быть на основании прочих Новгородского наместничества новых городов.
Так Петрозаводск получил статус города.
В 1781 году Петрозаводск стал центром Олонецкой области. В 1782 году присутственные места были переведены из города Олонца в Петрозаводск.
В 1784 году (с 22 мая) Олонецкая область стала наместничеством, состоящим из уездов: Петрозаводского, Олонецкого, Вытегорского, Каргопольского и Повенецкого. Петрозаводск был официально назначен губернским городом Олонецкого наместничества. Олонец стал уездным городом. В 1784—1785 годах первым гражданским губернатором края служил Гавриил Романович Державин.
В 1785 году Комиссией о каменном строении Санкт-Петербурга и Москвы был утверждён генеральный градостроительный «План городу Петрозаводску», разработанный архитектором Иваном Лемом и определивший на многие годы развитие городского ансамбля.
Александровский завод являлся лучшим в России по технической оснащённости, уровню технологии и качеству продукции. Свидетельством этому служит то, что именно на Александровском заводе в 1788 году для нужд предприятия была построена первая в России железная дорога длиной 160 м. (Ныне участки первой российской железной дороги хранятся в Петрозаводске около здания музея ОТЗ и в Губернаторском саду; кроме того, в Губернаторском саду сохранены колёса от вагонетки).
На заводе изготавливали паровые машины для петербургского монетного двора и Воицкого рудника, части машин для петербургской бумажной фабрики.
В 1791—1797 годах на Александровском заводе нес службу Олонецкий егерский батальон. Интересно, что название стрельбища и местности рядом с ним — Егерское Поле, находившееся между Лососинской и Ригачной дорогами сохранялось до середины XX века.
В 1798 году Александровскому заводу было дано исключительное право изготовления мер объёма (гири, весы, безмены), на которых ставили «секретный штампель» во избежание подделок.
В августе 1800 года в результате трёхдневных проливных дождей произошёл разлив реки Лососинка и прорыв плотины водохранилища Александровского завода. Вода затопила завод, были частично сметены и унесены в Онежское озеро заводские постройки, жилые дома и запасы озёрной железной руды. Во время наводнения Лососинка образовала русло с северо-западной стороны завода и оставило в черте города огромный овраг (ныне парк «Ямка»). Уцелевшие цеха завода оказались на правом берегу реки.
Именным указом от 9 (21) сентября 1801 года была образована Олонецкая губерния. Сенатским указом от 10(22) октября 1802 года определён административный центр губернии — город Петрозаводск.
В 1811 году в Петрозаводске торжественно открылась Олонецкая губернская мужская гимназия.
Во время Отечественной войны 1812 года из Петербурга в Петрозаводск были эвакуированы часть сокровищ Императорской Академии художеств, Российская национальная библиотека, дела Петербургской Академии наук и Министерства просвещения. Также в город переехала часть профессуры и студентов Главного педагогического института.
В 1815 году в честь празднования возвращения стрелков Олонецкого ополчения, участвовавших в Отечественной войне 1812 года, в городе были построены Триумфальные ворота.
В 1819 году Петрозаводск посетил император Александр I. В память об этом событии Слободскую улицу (или просто Слобода) переименовали в Александровскую, а в 1826 г. была заложена заводская церковь.
22 мая 1828 года была образована отдельная Олонецкая епархия с кафедрой епископа в Петрозаводске, первым епископом стал Игнатий (Семёнов). Действовал также коллегиальный орган управления при епископе — Олонецкая духовная консистория. Кафедра Олонецкого и Петрозаводского епископа изначально находилась в Соборе во имя святых первоверховных апостолов Петра и Павла. С 1829 года епархия имела своё среднее учебное духовное заведение — Олонецкую духовную семинарию.
В 1831 г. освящена заводская церковь, заложенная в память о визите императора Александра I.

Финский лингвист и фольклорист Элиас Лённрот, побывавший в Петрозаводске в 1841 году, оставил об этом городе такие впечатления: 
Город по своим размерам такой же, как две трети Хельсинки, с очень широкими улицами, а также красивыми деревянными и каменными домами. Завод же столь велик, что представляет собой второй город.
В 1844 году открылось Петрозаводское женское приходское училище.
Петрозаводск рос вместе с Александровским заводом и уже к середине XIX века на левом высоком берегу Лососинки встали новые дома для чиновников и инженеров Олонецкого горного округа. Центром городской торговли стал каменный гостиный двор на Соборной площади, рядом с которой на Нагорной улице (позднее — Мариинской) выстроили дома состоятельных горожан, дворян и купцов. Рабочие завода жили на Заводской площади в казармах, а мастеровым «хорошего поведения» разрешалось строить собственные избы в заводском квартале, названном Голиковка.
Эшафот в слободе Александровского пушечно-литейного завода действовал до середины XIX века. Потом он был демонтирован и на этом месте был открыт рынок для торговли сеном.
В 1854 году императором Николаем I был утверждён генеральный план Петрозаводска, разработанный олонецким губернским архитектором В. В. Тухтаровым.
В 1858 году город посетил император Александр II. В это время в городе проживало около 10 тысяч человек.
В 1860 году открылось пассажирское пароходное сообщение между Петрозаводском и Санкт-Петербургом.
В 1867 году на базе больницы Приказа общественного призрения открылась Губернская земская больница на 54 койки.
В 1870 году Петрозаводское женское приходское училище преобразовано в Мариинскую женскую гимназию.

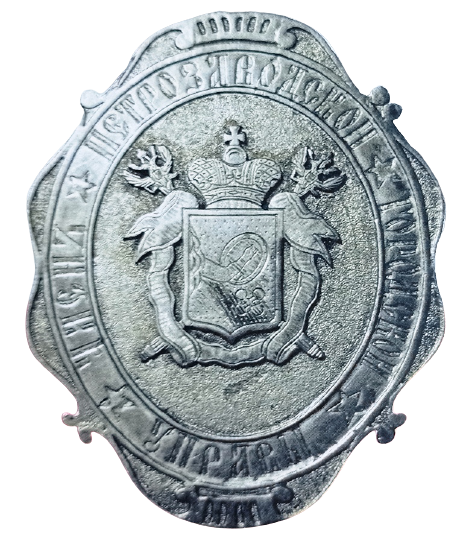
Нагрудный знак «Член Петрозаводской городской управы»

В 1872 году кафедра Олонецкого и Петрозаводского епископа перенесена в новопостроенный Собор во имя Сошествия Святого Духа.
30 мая (11 июня) 1872 года в честь 200-летия со дня рождения Петра I был заложен памятник императору Петру Великому, основателю Петрозаводска, а открыт памятник был 29 июня (11 июля) 1873 года в честь 100-летия со дня основания Александровского завода.
В 1870-е годы была налажена телеграфная связь с Санкт-Петербургом и уездными городами.
30 августа 1885 года открыт памятник императору Александру II.
18 февраля 1888 года в городе учреждена Петрозаводская школа полицейских урядников, работавшая до 1917 года. Ныне — Центр профессиональной подготовки МВД по Республике Карелия.
В марте 1899 года Старополицейская улица была переименована в Пушкинскую улицу в честь 100-летия со дня рождения А. С. Пушкина.
В начале XX века в городе появилась телефонная станция на 50 номеров.
В июне 1903 года в здании городской управы открылся Петрозаводский городской общественный банк. Деньги для уставного капитала банка выделило Министерство финансов в виде займа на 30 лет под залог здания городской управы под 4 % годовых. Погашение займа должно было начаться из городского бюджета через 5 лет после начала работы банка. До 60 % прибыли городского банка направлялись в бюджет города.
В октябре 1910 года в устье Лососинки в районе Пименовского моста была введена в эксплуатацию городская гидроэлектростанция с восьмиметровой плотиной общей мощностью двух гидроагрегатов 240 киловатт (проект губернского инженера В. Н. Лядинского). Строительство было проведено на кредиты, выданные Министерством финансов Российской империи (30 тыс. руб. на 20 лет под 5 % годовых) и Министерством внутренних дел из пожарного фонда (20 тыс. руб. на 20 лет под 5 % годовых). Петрозаводская гидроэлектростанция для своего времени являлась одной из самых крупных городских гидроэлектростанций в Российской империи.
В 1911 году в Петрозаводске открылось отделение Государственного банка и первый в губернии кинотеатр «Ренессанс» с залом на 100 мест в здании Гостиного двора.
По сведениям на 1911 год в Петрозаводске действовало Низшее техническое училище судовых машинистов.
К 1913 году в Губернской земской больнице было шесть отделений: хирургическое, терапевтическое, акушерско-гинекологическое, инфекционное, венерологическое и глазное. Работали рентгеновский, зубной и бактериологический кабинеты. Общее количество коек достигло 265.
Мурманская железная дорога прошла через город в 1915 году (первый регулярный пассажирский поезд на станцию Петрозаводск прибыл в январе 1916 года).
В 1917 году губернский продовольственный комитет надеялся получить 3,5 млн пудов хлеба (половину потребности), но с мая поставки хлеба стали сокращаться, а с лета в Петрограде эта цифра была урезана до 1,5 млн пудов.
Лето 1917 г. — кандидатами в Учредительное собрание выдвинуты меньшевик М. Д. Шишкин и эсер А. Ф. Матвеев.
Осенью 1917 г. поставки хлеба почти совсем прекратились.

## Советский период

### 1917—1941
Почти сразу после Октябрьской революции в Петрозаводске были активизированы (а отчасти и созданы) партийные ячейки РСДРП. Состоявшееся 26 октября объединённое заседание Олонецкого губсовета, Главного дорожного комитета Мурманской железной дороги и представителей солдатских комитетов петрозаводского гарнизона объявили о поддержке новой власти. В резолюции заседания (предложенной эсерами) было заявлено, что Олонецкий губернский совет «окажет поддержку вновь создающемуся правительству» при условии формальных гарантий созыва в установленный срок Учредительного собрания. Вместе с тем губсовет заявил, что «в контакте с демократическими организациями берёт на себя инициативу создания власти на местах». Было принято решение установить с помощью солдат охрану телеграфа и помещения совета «для предотвращения возможных эксцессов в связи с событиями» и создана комиссия под руководством Н. В. Комарова по выработке «проекта о реконструкции власти».
На следующий день, 27 октября, прошло второе объединённое заседание, на котором было принято «Положение об организации правительственной власти в Олонецкой губернии». В нём говорилось, что отныне губернскому совету «принадлежит высшая правительственная власть в губернии». В соответствии с этим положением губсовету передавались следующие функции:
- Все полномочия, предоставленные прежде действующими законами губернскому комиссару.
- Право издания обязательных постановлений по обеспечению общественного порядка, безопасности и экономического устроения.
- Право внесудебных арестов лиц, вредных для общественного спокойствия и государственного строя, на срок не более одного месяца, с зачислением арестованного за советом.
- Право распоряжения военными силами, находящимися в пределах Олонецкой губернии, для обеспечения личной и общественной безопасности и поддержания государственного и общественного порядка.
- Устранение должностных лиц от исполнения ими обязанностей и возложение сих последних на избранных советом лиц".

Председателем Олонецкого губернского совета остался В. М. Куджиев, его заместителями — социал-демократы интернационалисты Н. В. Комаров и М. А. Каплан.
Олонецкий губернский совет сразу же стал функционировать как орган власти в губернии, решения которого проводились в жизнь. В первые дни Октябрьской революции прошли довыборы губсовета: он пополнился представителями рабочих Александровского завода, деревообделочников, солдат местного гарнизона и массовых организаций. Рабочие отозвали из совета за пассивность ряд своих ранее избранных депутатов и послали вместо них новых людей. Общая численность губсовета возросла до 146 человек. 5 ноября состоялось заседание Олонецкого губсовета, на котором Главный дорожный комитет Мурманской железной дороги заявил о желании участвовать в работе совета и направил в губисполком пять своих представителей, но одновременно уведомил, что в ведомственных делах будет придерживаться «автономии».
12 ноября в Петрозаводске и во всей Олонецкой губернии состоялись выборы в Учредительное собрание. На них победили те самые меньшевик М. Д. Шишкин и эсер А. Ф. Матвеев. За социал-демократов и эсеров в губернии высказалось 76 % избирателей, группа «Единство» получила 1,3 %, кадеты — 22,4 %.
В своей практической деятельности губернский совет много внимания уделял налаживанию бесперебойной работы местного земства, школ и больниц, соблюдению порядка и законности. В ряде случаев приходилось принимать жёсткие меры к хлеботорговцам, спекулировавшим на народной нужде, к предпринимателям, закрывавшим свои предприятия и лишавшим рабочих заработка, к грабителям и мародёрам. Роль губернского совета с каждым днём возрастала. Однако решение им повседневных вопросов нередко вызывало недовольство трудящихся из-за медлительности и противодействия земских и иных учреждений.
Особенно много нареканий возникало на почве продовольственных неурядиц. В ноябре губсовет пошёл на реквизицию продовольствия у местных лесопромышленников и хлеботорговцев, чтобы накормить голодающих рабочих и деревенскую бедноту. При совете создаётся губернская продовольственная комиссия, которой поручается организовать борьбу со спекуляцией. Ожидалось получить ещё 400 тыс. пудов, но за ноябрь поступило лишь 110 тыс. пудов. К декабрю 1917 года в Олонецкую губернию удалось доставить всего 700 тыс. пудов хлеба. Поскольку продовольствия не хватало, на местах началось стихийное изъятие хлеба у предпринимателей и купцов. Обыски и захват хлеба имели место в ноябре-декабре в Лижме, Монастырской Слободе, Суне, Сямозере, Тулгубе и других местах.
На Александровском заводе возникла сложная ситуация в связи с прекращением заявок на производство снарядов. Пришлось в спешном порядке договариваться с управлением Мурманской железной дороги о переоборудовании Александровского завода для выполнения заказов по ремонту подвижного состава. В решении многих вопросов требовалась помощь центральных органов власти, а Олонецкий губсовет всё ещё ждал сформирования в столице однородного социалистического правительства, надеясь на обоюдные уступки и компромисс между Лениным, меньшевиками и правыми эсерами.
Небольшие большевистские группы, возникшие в ходе революции на Александровском заводе и железнодорожной станции Петрозаводск, не решались на открытое выступление против губернского совета, который выборочно исполнял декреты Совнаркома. Они опасались, что не справятся с управлением. Впервые позиция большевистской фракции в губернском совете была оглашена В. М. Парфёновым 7 декабря 1917 года. В заявлении большевиков говорилось: «Фракция большевиков, находя полезным для страны признание власти Народных комиссаров и считая необходимым признание и проведение в жизнь всех их декретов, воздерживается при голосовании всех иных предложенных резолюций».
В то время большинство Олонецкого губернского совета не верило в успех большевистского социального эксперимента и поэтому с осторожностью относилось к центральной власти. Член губсовета и председатель исполкома Совета Мурманской железной дороги Л. В. Никольский при обсуждении заявления большевиков сказал: «Тов. Ленин и Троцкий делают социальный эксперимент — занимаются хирургией. В программе большевиков лозунг Учредительного собрания стоит на первом месте, тем не менее Ленин ведёт борьбу с Учредительным собранием. Ошибка эта — результат разгорячённого мозга и упоения временными победами». Его поддержал председатель губисполкома В. М. Куджиев, заявивший, что в деятельности Совнаркома много декларативности. «В декретах как раз даётся лозунг,— продолжал Куджиев,— стройте, мол, социалистическую жизнь. Рабочие идут за большевиками, и, каково бы ни было наше отношение к большевизму, мы не должны игнорировать рабочий класс. Предпосылка, исходящая из головы Ленина, неверна, и плохо, что эта предпосылка втягивает рабочий класс в неверное русло. Социализма в России в настоящий момент не может быть, а будет лишь мелкобуржуазная республика. Вредность и гибельность некоторых декретов в том и заключаются, что в них просачиваются социалистические идеи. В них много утопического».
Обсудив текущий момент и требование большевиков, губсовет постановил: «Исходя из невозможности изолировать Олонию от общегосударственного организма, 1) признать возможным деловые отношения с СНК как органом, фактически обладающим государственной властью; 2) подвергать оценке декреты Совета Народных Комиссаров в общем собрании Олонецкого совета и проводить в жизнь те из них, которые целесообразны с революционно-демократической точки зрения, а также и те, непроведение которых могло бы усилить разруху в хозяйственном, политическом и юридическом укладе страны». Совет подтвердил, что не отказывается от позитивной работы, но ожидает созыва легитимно избранного в ноябре Учредитёльного собрания.
20—23 декабря рабочие Александровского завода, деревообделочники и солдаты решительно потребовали от губсовета полного признания Совнаркома. Это вынудило руководителей губсовета Куджиева и Комарова подать заявление о выходе из президиума. 4 января 1918 года Олонецкий губсовет на своём ночном заседании удовлетворил их просьбу и 5 января избрал новый состав губисполкома на основе пропорционального представительства от большевиков, социал-демократов интернационалистов и левых эсеров. Членами исполкома стали 8 большевиков, 6 социал-демократов интернационалистов, 6 левых эсеров и 1 беспартийный. В состав Президиума исполкома вошли председатель губсовета учитель гимназии большевик Валентин Михайлович Парфёнов, члены: большевики Х. Г. Дорошин и И. Ф. Пряников, социал-демократ интернационалист Н. В. Комаров, левые эсеры А. А. Садиков и И. Н. Капусткин.
Компромисс социалистов при организации органов власти в Карелии был вполне естественным решением. Все понимали, что без согласия между собой движущих политических сил губернская власть действовать не может. Расхождения между левыми социалистами в то время и в теории и на практике не казались существенными. Поэтому левые эсеры и социал-демократы интернационалисты, имея значительное преобладание в губернском совете и губисполкоме, не возражали против избрания председателем исполкома большевика Парфенова. Олонецкий губсовет начал более последовательно проводить в жизнь декреты ВЦИК и СНК.
Основные события:
В 1918 закрыта Олонецкая духовная семинария.
18 декабря 1918 года — открыта первая музыкальная школа в Петрозаводске.
8 марта 1929 года — пущена в эксплуатацию Петрозаводская слюдяная фабрика.
24 сентября 1930 года — в Петрозаводске создан Карельский НИИ.
6 ноября 1931 года — введена в эксплуатацию Петрозаводская лыжная фабрика.
22 октября 1932 года — состоялось открытие Финского драматического театра.
2 марта 1933 года Президиум ВЦИК постановил «включить в городскую черту гор. Петрозаводска селение Сулажгоры».
7 ноября 1933 года — состоялось открытие памятника В. И. Ленину.
6 ноября 1935 года — принята в эксплуатацию первая очередь городского водопровода.
15 декабря 1935 года — открыт Республиканский театр кукол.
12 декабря 1936 года — открытие памятника С. М. Кирову.
1 декабря 1938 года — в Петрозаводске открылся новый родильный дом.
15 января 1939 года — открыта Карельская государственная филармония .
2 июня 1940 года — открыт Карело-Финский государственный университет.

### 1941—1945. Великая Отечественная война

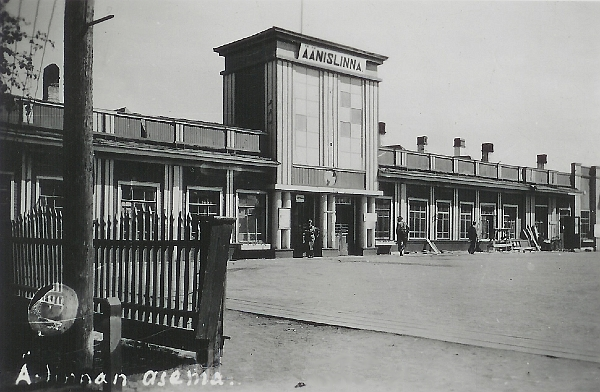
Железнодорожный вокзал (1942)

Сразу по объявлении о начале войны началась мобилизация жителей города на фронт, крупнейшие предприятия города переводились на военные рельсы, началась постепенная эвакуация женщин и детей.
В начале сентября 1941 года 7-й армейский корпус финляндской армии нанёс удар на петрозаводском направлении и прорвал оборону Петрозаводской оперативной группы и её 71-й стрелковой дивизии.
27 сентября 1941 года около Ивановских островов пароход «Кингисепп» и баржа с эвакуируемыми из города с женщинами и детьми, подверглись артиллерийскому обстрелу, многие погибли, в том числе руководивший эвакуацией Дворца пионеров актёр и режиссёр С. В. Ланговой и воспитанники дворца.
2 октября 1941 года город был оккупирован финляндской Карельской армией и переименован в Яанислинна (фин. Äänislinna), или Онегаборг (швед. Onegaborg) (фин., швед.: «замок на Онежском озере»); в Петрозаводске были созданы и действовали органы военного управления на оккупированных Финляндией территориях Восточной Карелии. В тот же день состоялась совместная фотосессия с участием военных атташе Японской империи и США (Д. Э. Хутштайнер), а также частей финской армии и вермахта.
12 октября 1941 года на площади Кирова был проведён военный парад, посвящённый захвату Петрозаводска. На время парада на голову памятника С. М. Кирову был надет мешок. На должность главы Военного управления города был назначен капитан Миика Симойоки, до войны занимавший пост полицмейстера Куопио.
14 октября 1941 года в Петрозаводске был образован первый финский концентрационный лагерь времён Второй мировой войны, заключению в который подлежали русские мужчины 1891—1924 годов рождения. Всего на территории города, с учётом посёлков Томицы и Соломенное, было создано 11 концлагерей (в том числе 7 концлагерей для гражданского населения).
| №  | Наименование концлагеря                   | Место дислокации | Примечание                              |
| -- | ----------------------------------------- | --- | --------------------------------------- |
| 1  | Концлагерь № 1 для гражданского населения | Петрозаводск, посёлок Кукковка (ныне северо-западная часть Старой Кукковки)                                           | расформирован в сентябре 1942           |
| 2  | Концлагерь № 2 для гражданского населения | Петрозаводск, территория сельскохозяйственного училища, дома завода «Северная Точка» (ныне юго-западная часть Зареки) | с ноября 1943 — переселенческий         |
| 3  | Концлагерь № 3 для гражданского населения | Петрозаводск, Зарека, дома Лыжной фабрики (ныне — центральная часть Зареки)                                           | с ноября 1943 — переселенческий         |
| 4  | Концлагерь № 4 для гражданского населения | Петрозаводск, Голиковка, дома Онегзавода (ныне — юго-восточная часть Голиковки)                                       | расформирован в сентябре 1942           |
| 5  | Концлагерь № 5 для гражданского населения | Петрозаводск, Железнодорожный посёлок (ныне — Железнодорожный (Пятый) посёлок)                                        | с ноября 1943 — переселенческий         |
| 6  | Концлагерь № 6 для гражданского населения | Петрозаводск, западная часть Перевалочной биржи (ныне — северо-восточная часть Перевалки)                             | с ноября 1943 — переселенческий         |
| 7  | Концлагерь № 7 для гражданского населения | Петрозаводск, северная часть Перевалочной биржи (ныне — северная часть Перевалки)                                     | расформирован в 1943                    |
| 8  | Лагерь военнопленных № 5                  | Петрозаводск, Томицы                                                                                                  |                                         |
| 9  | Лагерь военнопленных № 5                  | Петрозаводск, юго-западная часть Голиковки                                                                            |                                         |
| 10 | Лагерь военнопленных № 113                | Петрозаводск, Соломенное, центральная часть посёлка                                                                   | реорганизован в 46-ю роту военнопленных |
| 11 | Лагерь военнопленных № 113                | Петрозаводск, Соломенное, северо-восточная часть посёлка                                                              | реорганизован в 46-ю роту военнопленных |

В феврале 1943 года многие улицы Петрозаводска получили новые названия на финском языке.
21 июня 1944 года войска Карельского фронта начали Свирско-Петрозаводскую наступательную операцию, имея целью разгромить группировку финских войск между Онежским и Ладожским озёрами и освободить южную Карелию. За первые десять дней наступления войска Карельского фронта освободили более 800 населённых пунктов Ленинградской области и Карелии, очистили от финских войск Кировскую железную дорогу и Беломорско-Балтийский канал. Утром 28 июня 1944 года советские войска вошли в освобождённый Петрозаводск. В тот же день в Москве состоялся праздничный салют в честь освобождения Петрозаводска — 24 артиллерийских залпа из 324 орудий.
К 9 августа 1944 года Свирско-Петрозаводская операция была в основном завершена, разгромлены 6 пехотных дивизий и 6 различных бригад противника. Финские войска потеряли свыше 50 тысяч солдат и офицеров, 470 орудий, 165 миномётов, 432 пулемёта, 30 паровозов, свыше 500 вагонов, 50 различных складов с военным имуществом.

### 1945—1990 годы
Председатели Исполнительного комитета Петрозаводского городского Совета депутатов трудящихся (1945—1970), Совета народных депутатов (1970—1990):
- Григорий Григорьевич Степанов (06.1943— 08.1945)
- Сергей Павлович Лавров (09.1945 — 05.01.1949)
- Владимир Алексеевич Филимонов (05.01.1949 — 03.1952)
- Сергей Дмитриевич Гребнёв (03.1952 — 09.01.1953)
- Василий Иванович Каргапольцев (09.01.1953 — 16.03.1955)
- Борис Дмитриевич Григорьев (16.03.1955 — 04.04.1957)
- Григорий Петрович Бояринов (04.04.1957 — 04.1959)
- Андрей Александрович Исаков (4. 04.1959— 23.03.1960)
- Иван Николаевич Гришкин (23.03.1960 — 21.03.1966)
- Павел Васильевич Сепсяков (10.1966— 30.06.1982)
- Владимир Александрович Доршаков (30.06.1982 — 12.1987)
- Павел Евстигнеевич Пещенко (01.1988 — 21.06.1990)

Основные события:
- Октябрь 1946 — открыто Петрозаводское культпросветучилище
- 27.6.1947 — в Петрозаводске на воду спущен первый рыболовецкий мотобот, построенный на судостроительном заводе
- 1.4.1948 — пущен в эксплуатацию Петрозаводский домостроительный комбинат
- Сентябрь 1948 — открыто петрозаводское музыкальное училище
- 1950 — Вступил в эксплуатацию Дом связи на ул. Дзержинского. Название местности Егерское поле исчезает из официальных документов
- 1.1.1951 — в Петрозаводске открыта республиканская больница
- 19.8.1952 — Петрозаводский пивоваренный завод выпустил первую партию продукции
- 20.8.1952 — создан Институт биологии Карельского научного центра РАН
- 7.6.1953 — состоялось открытие Парка пионеров (ныне Губернаторский парк)
- Октябрь 1953 — открылось здание станции юных техников
- 20.12.1954 — организован Петрозаводский механизированный лесхоз
- 5.3.1955 — открыт новый железнодорожный вокзал.
- 5.11.1955 — открытие нового здания Государственного музыкально-драматический театра Карело-Финской ССР
- 15.3.1956 — принято Постановление Совета Министров КФССР об организации Петрозаводской птицефабрики
- 29.12.1956 — открылся республиканский Дом физкультурника
- 1957 — открылась стоматологическая поликлиника
- Июль 1958 — открыт кинотеатр «Искра»
- 20.12.1958 — состоялось открытие Дома культуры ОТЗ
- 25.1.1959 — сдан в эксплуатацию Петрозаводский телецентр
- 16.3.1959 — сдано в эксплуатацию новое здание Государственной публичной библиотеки
- Август 1959 — открылся петрозаводский комбинат бытового обслуживания
- Апрель 1960 — сдано в эксплуатацию новое здание Петрозаводского музыкального училища
- 10.5.1960 — состоялось открытие памятника Карлу Марксу и Фридриху Энгельсу
- 8.6.1960 — состоялась церемония закладки первого камня на строительстве завода бумажного машиностроения («Тяжбуммаш»)
- 4.7.1960 — открыт Музей изобразительных искусств
- 16.12.1960 — создан Институт геологии Карельского научного центра РАН
- Декабрь 1960 — создан Карельский научно-исследовательский институт лесной промышленности
- Июль 1962 — состоялся визит Главы правительства Советского Союза Н. С. Хрущёва в Петрозаводск
- 10.1.1963 — открыта детская республиканская больница
- 2.9.1963 — открыто Петрозаводское речное училище
- 1963 — пущен в эксплуатацию Петрозаводский лесопильно-мебельный комбинат
- 2.3.1965 — открыто новое здание Финского драматического театра
- 20.6.1965 — открылось здание городскского аэровокзала
- 10.10.1965 — введён в эксплуатацию Петрозаводский ремонтно-механический завод.
- 1966 — открытие памятника А. С. Пушкину в Петрозаводске
- 1.9.1967 — открытие в петрозаводского филиала Ленинградской государственной консерватории им. Н. А. Римского-Корсакова
- 26.9.1968 — открыт памятник А. В. Шотману
- 7.10.1968 — открыт Петрозаводский машиностроительный техникум
- 24.10.1968 — открыт памятник П. Ф. Анохину
- Октябрь 1968 — состоялся пуск Петрозаводского завода силикатно-стеновых материалов
- 1968 — сдан в эксплуатацию Петрозаводский хлебозавод
- 3.1.1969 — сдан в эксплуатацию Петрозаводский завод силикатных стеновых материалов
- 1.4.1969 — сдан в эксплуатацию Петрозаводский хлебозавод
- 29.6.1969 — зажжён Вечный огонь Славы на могиле Неизвестного солдата
- 30.6.1969 — сдан в эксплуатацию Петрозаводский комбинат «Карельские сувениры».
- 1.7.1969 — состоялось открытие Петрозаводского филиала ленинградского производственного объединения «Светлана»
- 7.11.1969 — создан Северный научно-исследовательский институт озёрного и речного хозяйства (СевНИОРХ)
- 22.3.1972 — открыт Петрозаводский коммунально-строительный техникум
- 2.4.1972 — открытие Петрозаводской трикотажной фабрики
- Май 1972 — открытие Петрозаводского коммунально-строительного техникума
- 1972 — сдан в эксплуатацию Петрозаводский опытно-экспериментальный завод
- 1972 — сдана в эксплуатацию швейная фабрика «Северянка»
- 22.6.1973 — открыт памятник О. В. Куусинену
- 27.12.1973 — введён в эксплуатацию Петрозаводский шунгизитовый завод
- 4.7.1974 — введён в эксплуатацию Петрозаводский радиозавод
- Декабрь 1975 — принято в эксплуатацию здание нового речного вокзала
- 1.1.1977 — открылась Детско-юношеская спортивная школа по боксу
- Январь 1977 — сдана в эксплуатацию первая очередь Петрозаводской ТЭЦ
- 4.8.1978 — Петрозаводск награждён орденом Трудового Красного знамени (Указ Президиума Верховного Совета СССР)
- 1979 — завершено строительство туристического комплекса «Карелия» и кинотеатра «Калевала»
- 30.9.1980 — открыт новый Дом быта
- 3.11.1980 — на набережной Гюллинга открыт Дом бытовых услуг
- 4.3.1983 — принято решение исполкома Петрозаводского горсовета о проектировании и строительстве жилого района «Древлянка»
- 20.2.1986 — состоялось открытие нового здания Дворца пионеров им. Ю. В. Андропова
- 27.6.1987 — впервые в Петрозаводске отмечался День города (Хотя можно считать и 84-й год, когда было празднование 40 летия освобождения Петрозаводска. Открывали стадион «Спартак» (городской долгострой))
- Июль 1988 — открыт универмаг «Меркурий» в районе Древлянка

## Новейшая история

### Основные события

Президент РФ В. В. Путин вручает Главе Петрозаводска Галине Ширшиной грамоту о присвоении городу почётного звания «Город воинской славы». Москва, Кремль, 22 июня 2015 года.

6 апреля 2015 года Петрозаводску присвоено почётное звание Российской Федерации — Город воинской славы.

### Руководители города
- 21 июня 1990 года в должность председателя Исполнительного комитета Петрозаводского городского Совета народных депутатов был избран Сергей Леонидович Катанандов. 9 декабря 1991 года председатель горисполкома Сергей Катанандов подписывает распоряжение, согласно которому должность председателя Исполнительного комитета Петрозаводского городского Совета народных депутатов отныне называется мэр, а Исполнительный комитет Петрозаводского городского Совета народных депутатов именуется Мэрией города Петрозаводска. 2 апреля 1994 года мэр Петрозаводска Сергей Катанандов издал распоряжение, согласно которому должность мэра города Петрозаводска отныне называется глава местного самоуправления города Петрозаводска, Мэрия города Петрозаводска переименована в Администрацию города Петрозаводска.
- В апреле 1998 года на всенародных выборах главой местного самоуправления города Петрозаводска избран Андрей Юрьевич Дёмин.
- 6 мая 2002 года в должность главы местного самоуправления города Петрозаводска вступил Виктор Николаевич Масляков, победивший на всенародных выборах. 16 мая 2007 года, в связи с изменениями в законодательстве, должность главы местного самоуправления города Петрозаводска переименована. Градоначальник именуется главой Петрозаводского городского округа. 11 января 2009 года Виктор Масляков подал в отставку с должности главы Петрозаводского городского округа. Временно исполняющим обязанности главы Петрозаводского городского округа назначен Анатолий Иванович Булдаков.
- 5 июля 2009 года на всенародных выборах избран, 14 июля 2009 года вступил в должность главы Петрозаводского городского округа Николай Иванович Левин.
- 11 сентября 2013 года по результатам всенародных выборов, состоявшихся 8 сентября 2013 года, Галина Игоревна Ширшина приступила к обязанностям Главы Петрозаводского городского округа. 25 декабря 2015 года депутаты горсовета Петрозаводска досрочно прекратили полномочия Галины Ширшиной[45][46].
- 20 апреля 2016 года Главой Петрозаводского городского округа стала Ирина Юрьевна Мирошник.

### Экономика
С 1998 года в Петрозаводске наблюдался устойчивый рост экономики. К 2001 году объём промышленного производства вырос с 2 миллиардов до 5 миллиардов рублей.
Уровень безработицы с 1998 по 2001 годы снизился в 6 раз (численность зарегистрированных безработых сократилась на 8124 человека).
В Петрозаводске с 1998 по 2001 годы на 25 % выросло количество малых предприятий (с 1750 до 2100). Налоговые поступления за этот период выросли с 713,3 миллиона до 2 миллиардов рублей.
На ряд обанкротившихся промышленных предприятий приходят инвесторы — Петрозаводский лесопильно-мебельный комбинат преобразован в предприятие «АВ-Инвест» (1998 год), Петрозаводский рыбокомбинат — в Карельский рыбокомбинат (1999 год), Петрозаводский мясокомбинат — в Карельский мясокомбинат (2000 год).
В августе 1999 года в Петрозаводске переведён на природный газ первый жилой дом (улица Мелентьевой, 44-А). В 2001 году на природный газ переведены: котельная завода «Авангард», завод «Петрозаводскмаш», хлебозавод «Сампо», котельные установки микрорайона «Пески», СТК «Новая модель», продолжена дальнейшая газификация жилищного фонда города.
Товарооборот розничной торговли с 1998 по 2001 годы вырос на 58 %. В июне 1999 года на Коммунальной улице в зданиях бывшей Слюдяной фабрики имени 8 марта открылся Гоголевский торговый центр. Реконструируется универмаг «Карелия», преобразованный в торговый дом «Карелия-маркет». В 2001 году начинается «реанимация» долгостроев, в которых открываются торговые центры. Так, 9 мая 2001 года был открыт первый долгострой — Древлянский торговый центр на Лососинском шоссе, получивший название «Столица». В 2000 году строительные работы возобновились в здании средней школы № 51 (улица Торнева — улица Ровио)
в 2002 году — в здании дома культуры завода «Авангард» (Ключевая улица — Нойбранденбургская улица). Оба долгостроя в дальнейшем функционируют как Кукковский торговый центр («V-маркет») и Ключевской торговый центр («Десяточка») соответственно.

### Градостроительство
В период с 1998 по 2001 годы в городе активно растут объёмы строительных работ. Увеличился рост инвестиций в строительные работы с 466 миллионов до 1 миллиарда рублей. Жилое строительство активно идёт на Древлянке (коттеджный городок Дом-1, Университетский городок), где, в основном, строятся индивидуальные дома. Вводятся в эксплуатацию общественно-торговые центры на Древлянке, Кукковке и Ключевой.
В 1998 году открыт фонтан с источником на Берёзовой аллее. В 2001 году в Петрозаводске открыта аллея 300-летия Петрозаводска, построен парадный вход в Губернаторский сад. Открыты новые памятные знаки — стела «Сквер имени 71 Торуньской Стрелковой Дивизии», стела «Сквер имени Элиаса Лённрота», две стелы «Аллея 300-летия Петрозаводска», обновлена стела «Петрозаводск» на Шуйском шоссе, установлены три скульптуры на Онежской набережной от городов-побратимов Нойбранденбурга, Ла-Рошели и Мо-и-Раны. Осуществлено строительство сооружений по обработке промывной воды, построены модульные котельные в жилых районах Пески и Птицефабрика.
Построена объездная дорога (часть Лесного проспекта от улицы Чапаева до Боровой улицы и часть Суоярвского шоссе от Лесного проспекта до Пряжинского шоссе). Продолжалось строительство троллейбусной линии на Древлянку.

### Празднование Дня города

#### Летовстречение
Одним из самых древних праздников в городе была встреча лета, отмечавшаяся 1 мая. Она отмечалось за городом, на второй версте Петербургского тракта. Праздник сопровождался хоровым пением, исполнением музыкальных произведений духовым оркестром, массовыми гуляниями на холмах вдоль тракта. Торговые ряды торговали «летом», то есть квасом, сбитнем, пряниками, сластями.

#### Предыстория. Петров день
Петров день в Петрозаводске уже с начальных лет существования города отмечался как главный праздник. В этот день, 12 июля но новому стилю, по уставу православной церкви являвшийся престольным праздником, в храмах бывало водоосвящение, сопровождавшееся перезвоном колоколов
На праздник в город приезжали сотни жителей окрестных деревень, проводилась ярмарка, в XVIII веке на главной площади города крестьяне и горожане плясали в национальных костюмах и играли в традиционные народные игры. Гуляние проходило весь день и всю ночь. В 1828 году, по увещанию первого олонецкого епископа Игнатия, песни и пляски были прекращены как «языческие игрища», но традиция празднования Петрова дня сохранилась. Так, в 1868 году главным в нём стало гуляние на набережной и в городском парке, катание на пароходе «Царь», посещение Петровской ярмарки и лотков со сладостями на набережной.
Празднование Петрова дня продолжилось и в первые годы после Октябрьской революции. В 1922 году Петров день был переименован в День труда. К традиционной колхозной ярмарке в этот день прибавились спортивные соревнования (парады спортсменов, показательные выступления легкоатлетов, парад судов) и демонстрации. Постепенно Петров день превратился в день карельской ярмарки, а в послевоенное время и вовсе исчез из жизни петрозаводчан.

#### День города Петрозаводска
День города в Петрозаводске празднуется в последнюю субботу июня.
Эта дата установлена в честь освобождения города от финских оккупантов 28 июня 1944 года в ходе Советско-финской войны 1941—1944 годов. Отсчёт ведётся с 1703 года, времени закладки Петровского чугунно-плавильного завода и официального начала строительства Петрозаводской слободы.